# موراي أرمسترونغ
موراي أرمسترونغ هو لاعب هوكي الجليد كندي، ولد في 1916 في ساسكاتشوان في كندا، وتوفي في 8 ديسمبر 2010 في سانت أوغسطين في الولايات المتحدة.

## وصلات خارجية
- موراي أرمسترونغ على موقع دوري الهوكي الوطني (الإنجليزية)
- موراي أرمسترونغ على موقع قاعة مشاهير الهوكي (لاعب أن.إتش.أل) (الإنجليزية)
- موراي أرمسترونغ على موقع EliteProspects.com (الإنجليزية)
- موراي أرمسترونغ على موقع HockeyDB.com (الإنجليزية)
- موراي أرمسترونغ على موقع Hockey-Reference.com (الإنجليزية)
- موراي أرمسترونغ على موقع قاعة كولورادو للمشاهير الرياضية (الإنجليزية)